# Jhon Arboleda Valencia
Jhon Arboleda (Cauca, Colombia; 5 de agosto de 1994) es un futbolista colombiano. Juega como extremo en el Xewkija Tigers de la Primera División de Gozo.

## Trayectoria

### Excursionistas
Tras varios años en las inferiores de Argentinos Juniors y Banfield, en 2016 reforzó al Excursionistas de la Primera B Metropolitana. El 4 de septiembre de 2016, en un juego que se ganó por 3 a 0 a Tristán Suárez, realizó su debut en el fútbol argentino.

### Boyacá Chicó
El 16 de enero de 2018 fue anunciado como nuevo refuerzo de Boyacá Chicó.

## Clubes
| Club           | País      | Año         |
| -------------- | --------- | ----------- |
| Excursionistas | Argentina | 2016 - 2017 |
| Boyacá Chicó   | Colombia  | 2018 - 2019 |
| Għajnsielem    | Malta     | 2021 - 2022 |
| Xewkija Tigers | Malta     | 2022 -      |

## Estadísticas
| Club                            | Temporada           | Liga  | Liga  | Copa Nacional | Copa Nacional | Copa Internacional | Copa Internacional | Total | Total | Prom. · |
| Club                            | Temporada           | Part. | Goles | Part.         | Goles         | Part.              | Goles              | Part. | Goles | Prom. · |
| ------------------------------- | ------------------- | ----- | ----- | ------------- | ------------- | ------------------ | ------------------ | ----- | ----- | ------- |
| Excursionistas Argentina        | 2016-17             | 5     | 0     | 0             | 0             | -                  | -                  | 5     | 0     | 0,00    |
| Excursionistas Argentina        | 2017-18             | 0     | 0     | 0             | 0             | -                  | -                  | 0     | 0     | 0,00    |
| Excursionistas Argentina        | Total               | 5     | 0     | 0             | 0             | 0                  | 0                  | 5     | 0     | 0,00    |
| Boyacá Chicó · Colombia         | 2018                | 3     | 0     | 0             | 0             | -                  | -                  | 3     | 0     | 0,00    |
| Boyacá Chicó · Colombia         | Total               | 3     | 0     | 0             | 0             | 0                  | 0                  | 3     | 0     | 0,00    |
| Għajnsielem Football Club Malta | 2021-2022           | 3     | 9     | 0             | 0             | -                  | -                  | 3     | 0     | 0,00    |
| Għajnsielem Football Club Malta | Total               | 3     | 9     | 0             | 0             | 0                  | 0                  | 3     | 0     | 0,00    |
| Total en su carrera             | Total en su carrera | 8     | 9     | 0             | 0             | 0                  | 0                  | 8     | 0     | 0,00    |